# Relations entre la Suisse et l'Union européenne
Les relations entre la Suisse et l'Union européenne, bien qu'anciennes, se sont renforcées à la suite du refus de la Suisse de ratifier par référendum l'accord sur l'espace économique européen (EEE), le 6 décembre 1992. En effet, une vingtaine d'accords bilatéraux et plus d'une centaine de traités ont ensuite été négociés, puis adoptés, pour accroître l'intégration de l'économie Suisse dans celle de l'UE.

## Historique
Par la suite, le Conseil fédéral suisse entreprend une série de négociations bilatérales avec l'Union européenne. Celles-ci aboutissent le 11 décembre 1998 par la conclusion des accords bilatéraux I et leur signature le 21 juin 1999.
En juin 2001, la Suisse et l'Union européenne décident d'ouvrir de nouvelles négociations bilatérales sur 10 thèmes. Les 7 premiers sont des questions qui ne peuvent être traitées lors des précédentes négociations et pour lesquelles la Suisse et l'UE se sont engagées, dans l'acte final des accords bilatéraux I, à entamer des négociations. Les thèmes de la fiscalité de l'épargne et de la lutte contre la fraude correspondent à des demandes de l'UE, le thème des conventions de Schengen et de Dublin à une demande de la Suisse. Le 19 mai 2004, les accords bilatéraux II sont conclus et signés le 26 octobre. Ils marquent la poursuite de la voie bilatérale sur laquelle la Suisse s'est engagée. Elle consiste pour celle-ci à défendre ses intérêts et à régler les problèmes concrets rencontrés dans ses relations avec l'UE de manière pragmatique.
Les Accords bilatéraux II de 2004 entrent en vigueur à des dates différentes. Les accords suivants sont déjà en vigueur : produits agricoles transformés (30 mars 2005), pensions (31 mai 2005), fiscalité de l'épargne (1er juillet 2005), MEDIA et environnement (1er avril 2006), statistique (1er janvier 2007) ainsi que Schengen/Dublin (12 décembre 2008). La date d'entrée en vigueur de l'accord sur la lutte contre la fraude, elle, n'a pas encore été arrêtée.
À la suite du vote fédéral sur l'initiative de l'UDC « Contre l'immigration de masse » le 9 février 2014 qui demande que des quotas (ou pour le terme plus précis « contingent ») soient fixés « en fonction des intérêts économiques globaux de la Suisse », l'Union européenne a décidé de suspendre l'accord Erasmus à peine deux semaines après le vote, ce qui a provoqué l'indignation des étudiants suisses, et donné lieu à des manifestations. En réponse à cette décision, le conseil fédéral a rapidement décidé d'instaurer un financement spécial afin que les étudiants suisses ne soient pas lésés.
Par la suite, l'Union européenne a officiellement réintégré la Suisse au programme européen pour la recherche « Horizon 2020 » le 4 décembre 2014 par un accord signé à Bruxelles avec le conseiller fédéral Johann Schneider-Ammann.
De 2019 à 2021, un nouvel accord-cadre, l'Accord institutionnel entre la Suisse et l’Union européenne, est en cours de négociations. Cependant, le Conseil fédéral a annoncé, le 26 mai 2021, qu'il mettait un terme aux négociations et qu'il ne signerait pas le projet d'accord. Dans un communiqué de presse, la Commission européenne indique qu'elle « regrette » la décision du gouvernement suisse.
En 2024, l'Union européenne (UE) et la Suisse ont négocié un accord qui pourrait être soumis en Suisse, une fois découpé en 4 tranches, à 4 referendum(s).

## Accords

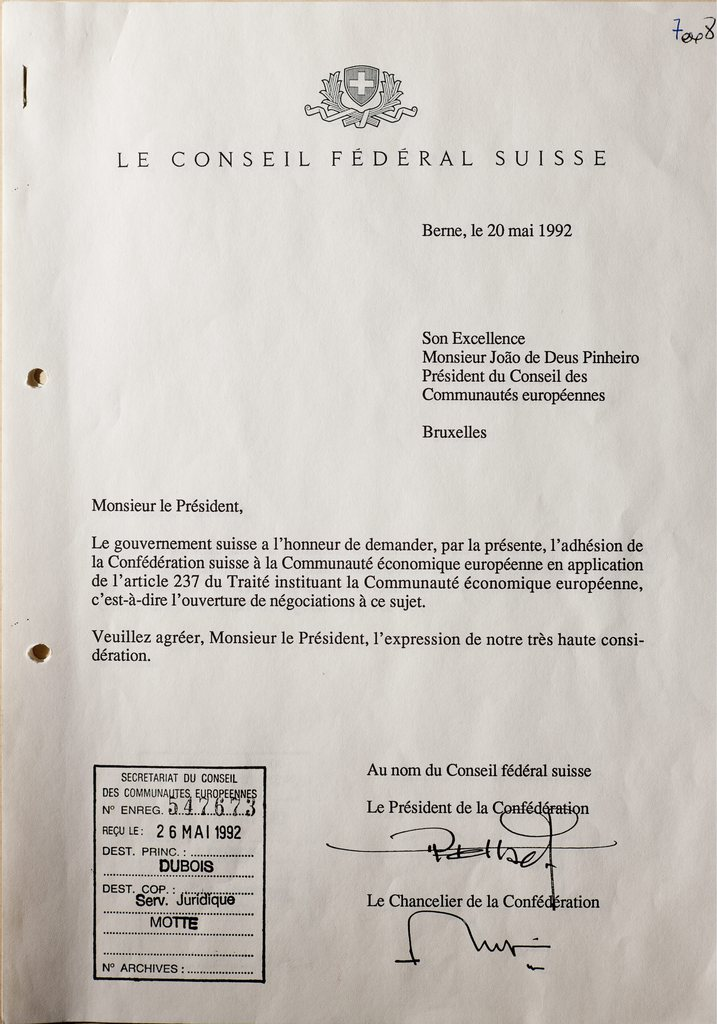
Demande d'adhésion du 20 mai 1992.

### Accords bilatéraux I
- Agriculture
- Libre circulation des personnes
- Marchés publics
- Obstacles techniques au commerce
- Recherche
- Transport aérien
- Transports terrestres

La libre circulation des personnes conduit notamment à une immigration accrue de personnes hautement qualifiées ce qui diversifie les compétences, participant ainsi à la création d'emplois, mais elle bénéficie également aux travailleurs résidents moins qualifiés.
L'ensemble de ces accords est soumis au référendum facultatif et approuvé par 67,2 % des électeurs suisses le 21 mai 2000. Ils sont entrés en vigueur le 1er juin 2002. L'accord sur la libre circulation des personnes, conclu à l'origine avec les 15 pays membres de l'UE, devait être étendu aux 10 nouveaux membres ayant rejoint l'UE en 2004. Cette extension est également soumise au référendum facultatif et approuvé par 56 % des électeurs suisses le 25 septembre 2005. Les autres accords sont étendus sans opposition.

### Accords bilatéraux II
- Coopération en matière de justice, de sécurité, d'asile et de migration avec l'UE (conventions de Schengen et de Dublin)
- Environnement : la Suisse devient membre de l'agence européenne pour l'environnement.
- Fiscalité de l'épargne : la Suisse opère une retenue d'impôt au profit des États de l'UE qui sera portée par paliers successifs à 35 %. Cette retenue concerne exclusivement les intérêts générés par l'épargne de personnes physiques ayant leur domicile fiscal dans l'UE.
- Lutte contre la fraude : la coopération entre la Suisse et l'UE est intensifiée en matière de lutte contre la contrebande et d'autres délits relevant de la fiscalité indirecte (droits de douane, TVA, impôts sur la consommation), ou en présence de délits liés à l'attribution de subventions ou de marchés publics.
- MEDIA : les cinéastes suisses auront pleinement accès aux programmes communautaires MEDIA visant à promouvoir et à rendre plus compétitif le cinéma européen.
- Produits agricoles transformés : les droits de douane et les subventions à l'exportation sont considérablement réduits pour un large éventail de produits de l'industrie alimentaire (chocolat, biscuits, soupes, sauces, pâtes alimentaires, café soluble, etc.). Cet accord est en vigueur depuis le 1er février 2005.
- Pensions : la double imposition des fonctionnaires retraités de l'UE résidant en Suisse est supprimée.
- Programmes éducation/formation professionnelle/jeunesse : la collaboration dans les programmes de mobilité des étudiants et des personnes en formation est renforcée après un simple échange de lettres.
- Statistiques : la collecte des données statistiques est harmonisée dans le but de disposer d'une large panoplie de données statistiques comparables et fiables à l'appui des décisions politiques et économiques.
- Versement d'aides aux nouveaux entrants pays membres de l'Union européenne (votation populaire du 26 novembre 2006).

L'accord sur la participation de la Suisse aux conventions de Schengen et de Dublin est soumis au référendum facultatif et approuvé par 54,8 % des électeurs suisses le 5 juin 2005, les autres accords n'ayant pas fait l'objet d'oppositions.

### Gestion des accords bilatéraux
La gestion des accords bilatéraux est assurée par des comités mixtes Suisse – UE. Ils sont chargés de veiller à leur bon fonctionnement, de les adapter, dans la mesure de possible, d’échanger des informations et de discuter d’éventuels différends. Il en existait vingt-et-un en septembre 2021. Ce système est critiqué par l’Union européenne, qui le trouve trop complexe.

### Accord institutionnel
L'accord institutionnel entre la Suisse et l'Union européenne (en allemand : Institutionelles Abkommen Schweiz–EU, InstA), appelé aussi accord-cadre Suisse-UE, est un projet d'accord international, négocié entre les années 2010 et 2020. Il vise à appliquer de façon plus homogène et efficace les accords bilatéraux, existants et futurs, entre la Suisse et l'Union européenne portant sur l'accès au marché unique européen.
Demandé depuis 2008 par l'Union européenne, l'accord institutionnel doit préciser quatre points de la voie bilatérale : la reprise de l'acquis communautaire, l'interprétation du droit, la surveillance de l'application des accords concernés et la résolution des différends. Les accords concernés touchent les domaines de la libre circulation des personnes, du transport aérien, du transport sur route et sur rail (marchandises et voyageurs), de l'agriculture et de la reconnaissance mutuelle des conformités techniques.
Après la publication des résultats de la négociation, le débat public en Suisse met en exergue plusieurs points problématiques, dont celui de la souveraineté, de la protection des salaires et des aides d'État (principalement pour les banques cantonales). En mai 2021, le Conseil fédéral suisse décide de mettre un terme aux négociations et de ne pas signer le projet d'accord.

### Renvois statique et dynamique
Une question juridique récurrente est des renvois au droit européen.
Par « renvoi » on entend « le fait de se  référer, dans un acte législatif, à une autre réglementation ». En légistique, on fait la distinction entre renvoi statique et renvoi dynamique. Un renvoi statique est un renvoi à une version déterminée d'un autre acte (par exemple le droit dérivé de l'Union à une date précise). Un renvoi dynamique est un renvoi à un autre acte, mais également à ses modifications passées et futures (et donc pas encore existantes).

## Agences de l'UE
La Suisse participe dans les onze agences suivantes de l'Union européenne :
- Agence européenne pour l'environnement (AEE)
- Autorité européenne de sécurité des aliments (AESA)
- Agence européenne de la sécurité aérienne (AESA)
- Bureau européen d'appui en matière d'asile (BEAA)
- Agence européenne de garde-frontières et de garde-côtes (Frontex)
- EU-Lisa
- Agence européenne pour la sécurité et la santé au travail (EU-OSHA)
- Communauté européenne de l'énergie atomique (CEEA)
- Europol
- Organe des régulateurs européens des communications électroniques (ORECE)
- Unité de coopération judiciaire de l'Union européenne (Eurojust)

## Politique étrangère
Dans le domaine de leurs relations extérieures, la Suisse et l'UE n'ont jamais conclu d'accord global afin d'aligner leurs positions à l'international ; toutefois les deux entités partagent un ensemble de valeurs similaires et ils adoptent généralement des positions politiques communes. Dans son rapport sur la sécurité de 2000, le Conseil fédéral suisse a souligné l'importance de contribuer à la stabilité et à la paix dans son environnement régional élargi et le pays a commencé à collaborer à des projets de politique étrangère et de sécurité commune (PESC). La Suisse a ainsi contribué notamment à des missions de paix et de sécurité en Bosnie-Herzégovine, en République démocratique du Congo, au Kosovo (Swisscoy), en Macédoine et en Indonésie aux côtés ou au sein des missions européennes.

### Objets législatifs
- Objet 19.3170 : Motion Lombardi du 20 mars 2019. « Création d'une base légale garantissant que le Parlement, le peuple et les cantons seront consultés et pourront se prononcer lors de la mise en œuvre de l'accord institutionnel » [lire en ligne]